# Slatkovodne raže
Slatkovodne raže (lat. Potamotrygonidae), porodica riba hrskavičnjača iz reda golubovki.
Porodici pripada 5 rodova sa 40 vrsta, od kojih su sve slatkovodne osim roda Styracura Carvalho, Loboda & da Silva, 2016, kojemu pripadaju dvije morske vrste, i vodi se pod potporodicom Styracurinae CCarvalho, Loboda & da Silva, 2016.

## Rodovi i vrste
- Heliotrygon Carvalho & Lovejoy, 2011
  - Heliotrygon gomesi Carvalho & Lovejoy, 2011
  - Heliotrygon rosai Carvalho & Lovejoy, 2011
- Paratrygon Duméril, 1865
  - Paratrygon aiereba (Müller & Henle, 1841)
  - Paratrygon orinocensis Loboda, Lasso, Rosa & Carvalho, 2021
  - Paratrygon parvaspina Loboda, Lasso, Rosa & Carvalho, 2021
- Plesiotrygon Rosa, Castello & Thorson, 1987
  - Plesiotrygon iwamae Rosa, Castello & Thorson, 1987
  - Plesiotrygon nana Carvalho & Ragno, 2011
- Potamotrygon Garman, 1877
  - Potamotrygon adamastor Fontenelle & Carvalho, 2017	
  - Potamotrygon albimaculata Carvalho, 2016	
  - Potamotrygon amandae Loboda & Carvalho, 2013	
  - Potamotrygon amazona Fontenelle & Carvalho, 2017	
  - Potamotrygon boesemani Rosa, Carvalho & Almeida Wanderley, 2008	
  - Potamotrygon brachyura (Günther, 1880)
  - Potamotrygon constellata (Vaillant, 1880)
  - Potamotrygon falkneri Castex & Maciel, 1963
  - Potamotrygon garmani Fontenelle & Carvalho, 2017
  - Potamotrygon henlei (Castelnau, 1855)
  - Potamotrygon histrix (Müller & Henle, 1839)
  - Potamotrygon humerosa Garman, 1913	
  - Potamotrygon jabuti Carvalho, 2016	
  - Potamotrygon leopoldi Castex & Castello, 1970
  - Potamotrygon limai Fontenelle, Da Silva & Carvalho, 2014	
  - Potamotrygon magdalenae (Duméril, 1865)
  - Potamotrygon marinae Deynat, 2006	
  - Potamotrygon marquesi Silva & Loboda, 2019	
  - Potamotrygon motoro (Müller & Henle, 1841)
  - Potamotrygon ocellata (Engelhardt, 1912)
  - Potamotrygon orbignyi (Castelnau, 1855)
  - Potamotrygon pantanensis Loboda & Carvalho, 2013
  - Potamotrygon rex Carvalho, 2016
  - Potamotrygon schroederi Fernández-Yépez, 1958
  - Potamotrygon schuhmacheri Castex, 1964	
  - Potamotrygon scobina Garman, 1913
  - Potamotrygon signata Garman, 1913
  - Potamotrygon tatianae Silva & Carvalho, 2011	
  - Potamotrygon tigrina Carvalho, Sabaj Pérez & Lovejoy, 2011	
  - Potamotrygon wallacei Carvalho, Rosa & Araújo, 2016	
  - Potamotrygon yepezi Castex & Castello, 1970
- Subfamilia Styracurinae Carvalho, Loboda & da Silva, 2016
  - Styracura Carvalho, Loboda & da Silva, 2016
    - Styracura pacifica (Beebe & Tee-Van, 1941)
    - Styracura schmardae (Werner, 1904)